# 遙遠的陌生人
《遥远的陌生人》（英語：Two Distant Strangers，或譯《兩個遙遠的陌生人》）是一部由崔馮·弗里編劇並和马丁·德斯蒙·罗共同执导的2020年美国科幻短片。

在電影中，一名被困在時間迴圈中的非裔美國人角色不斷重複他與警察遭遇的情節，且每一次輪迴的最後該角色總會死亡。

該片獲得

第93届奥斯卡金像奖的最佳真人短片獎。 

布鲁克林篮网队的前锋凯文·杜兰特和犹他爵士隊的後衛迈克·康利也是该片的制片人。 

2021年5月1日，該片的製片商之一 NowThis News 被指控其剽竊其他電影的概念，導致爭議發生。

## 劇情
在一個纽约的早晨，黑人繪圖設計師卡特·詹姆斯（Carter James）在第一次约会后想要回家，與他的狗杰特（Jeter）團聚，卻发现自己陷入了时间循环。
卡特一次又一次地在街上遇見白人警察默克（Merck），為了確認卡特是否在吸大麻而要求搜索他的行李。每次遭遇都以卡特被警察杀害告终，然后在约会对象佩里的床上醒来，開始新的輪迴。

其中一次輪迴中，防暴警察因誤認佩里住處的門牌號碼而闖入公寓，並开枪射殺卡特。 

經歷99次死亡后，卡特决定主動告訴默克警官他的情况。卡特告诉默克有关时间循环的事，以预测周围的人的行動做為證明，並要求默克送他回家。這次旅程没有不幸地结束，默克和卡特順利的下了巡逻车并握手。但是，当卡特进入他的公寓时，默克开始称赞他所谓卡特的 “高尚表现”，顯示默克也有過去輪迴的記憶。最后，默克向卡特开枪，並說了一句：“小子，明天见。”
於是卡特在佩里的床上再次醒来。他不为所动，再次努力嘗試回家。在背景歌曲〈The Way It Is〉中，影片列出了在与警察的遭遇中丧生的非裔美国人的名字。

## 演員
- 惡男乔伊（Joey Bada $$）飾演 卡特·詹姆斯（Carter James）
- 安德鲁·霍华德（Andrew Howard）飾演 警察默克（Merck）
- 扎里亞（Zaria Simone）饰演 佩里（Perri），卡特的约会對象[12]

## 發行
Netflix在2021年3月获得发行权，从4月9日開始可在其平台觀看。

### 与其他作品的比较
其他具有类似題材的电影：
- 辛西娅·高（Cynthia Kao）执导，《一个黑人的土拨鼠日》[14]
- 《Replay》（2019）[15]，暮光之城的電視劇集，第1季，第3集，由杰拉德·麦克默里（Gerard McMurray）执导
- 阿里·勒罗伊 （Ali LeRoi）执导，《騰德·约翰逊的訃聞（英语：The Obituary of Tunde Johnson）》（2019）[16]

### 争议
2021年4月，辛西娅·高（Cynthia Kao）在社交媒体網站TikTok上发布了一段影片，指控这部电影剽竊了她在2016年12月执导的短片《一個黑人的土拨鼠日》的概念。

高的电影内容与《遥远的陌生人》情节相同，都是关于一个黑人在同一天一次又一次地重生直到他能够幸免于與警察的争执。此外，2020年，在乔治·弗洛伊德之死抗议期间，NowThis曾与高联系，要求在她的Facebook和Instagram帳號刊登这部电影。在下一年，NowThis便與Netflix合作发行了《遥远的陌生人》 ，但未提及對高的致謝或任何她与電影原始構想的关系。

NowThis回应了这些爭議，指出《遥远的陌生人》是独立构思的，且在他們涉足之前已进入最终制作阶段，並否認与高的任何關係。

## 奖项
- 奥斯卡最佳真人短片奖
- 非裔美國影評人協會最佳短片[19]